# Велтен, Брам
Брам Велтен (нидерл. Bram Welten, род. 29 марта 1997 года в Тилбурге, Нидерланды) — голландский профессиональный шоссейный велогонщик. С августа по декабрь 2017 года  стажёр команды мирового тура CCC Team. С 2018 выступает за команду Fortuneo-Samsic.

## Достижения
2015
- 1-й на Paris–Roubaix Juniors (юниоры)
- 1-й на Guido Reybrouck Classic
- 1-й на Omloop der Vlaamse Regions
- 1-й на этапе 3 Internationale Junioren Driedaagse

2016
- 1-й на этапе 3 Le Triptyque des Monts et Châteaux

2017
- 1-й на этапе 1 Тура Бретани
- 1-й на Grand Prix Criquielion
- 9-й - Чемпионат Европы - Групповая гонка (U23)

2018
- 6-й на Париж — Труа